# Erythroxylum acuminatum
Erythroxylum acuminatum là một loài thực vật có hoa trong họ Erythroxylaceae. Loài này được Ruiz & Pav. mô tả khoa học đầu tiên năm 1830.